# Итыкулиш
Итыкулиш (чечен. Итт-куьллишка) — покинутый аул в Итум-Калинском районе Чеченской Республики.

## География
Расположен к юго-востоке от районного центра Итум-Кали.
Ближайшие населённые пункты и развалины бывших аулов: на северо-западе — бывший аул Юр-Даар и село Тазбичи, на северо-востоке  — село Зумсой и бывший аул Хуты-Кажа на юго-западе — бывший аул Алхахи, на юго-востоке — село Шикарой.